# Herbie Kopf
Herbie Kopf (* 8. Januar 1962 in Zürich) ist ein Schweizer Jazz-Bassist, Komponist und Bandleader. Für Peter Rüedi ist er „einer der lebendigsten und vielseitigsten Animatoren des neueren Schweizer Jazz“. (Die Weltwoche vom August 1995). 

## Leben
Kopf begann  als 16-Jähriger, autodidaktisch Bass zu spielen. Nach ersten Band- und Kompositionserfahrungen spielte er regelmässig mit Schweizer Musikern wie Daniel Schnyder, Harald Haerter, Jojo Mayer und Bruno Spoerri. 1982 erfolgte der erste längere New-York-Aufenthalt; danach trat er zunehmend mit eigenen Projekten und Bands in Erscheinung. Musiker wie Jack Walrath, Seamus Blake, Jerry Gonzalez, Paulo Moura, Mark Turner, Andy Scherrer, Mike Clark, George Gruntz, Nenê, Hans Feigenwinter oder Mike del Ferro setzten seine Ideen und Konzepte um. Mit den eigenen Bands New Deal, Headphones, Hip-Noses (u. a. mit Letieres Leite), Herbie Kopf Group und Herbie's Explo 3000 trat er auf Festivals und Konzerttourneen in Brasilien, Sibirien, Russland und den baltischen Staaten, in Polen, Griechenland, Rumänien, Spanien und weiteren europäischen Ländern auf. Sein neues litauisch-schweizerisches Quintet Swilit feierte im Frühling 2010 am Jazzfestival Birstonas in Litauen Première. 
International hat Kopf (Stand: 2014) 17 CDs veröffentlicht. Das Doppelalbum Up & Down - 30 Years Live on Stage (2010) enthält bisher unveröffentlichte Konzertaufnahmen aus seiner 30-jährigen Bühnenkarriere, mit vielen nationalen und internationalen Grössen. Als Freelancer spielte er an der Seite von Sal Nistico, Clifford Jordan, Charlie Mariano, Ray Anderson, Patato Valdez, Luciana Souza, Franco Ambrosetti, Gil Scott-Heron, Jochen Baldes, den New York Voices, der George Gruntz Concert Jazz Band sowie beim Luzerner Sinfonieorchester. 
Kopf ist seit 1996 als Dozent für E-Bass und Ensemble an der Jazzabteilung der Hochschule Luzern  tätig.

## Preise und Auszeichnungen
1994 wurde Kopf von der Stadt Zürich mit einem Kulturpreis, dem «Werkjahr Jazz» ausgezeichnet; darauf folgte der zweite längere New-York-Aufenthalt.

## Diskografische Hinweise
- Hip-noses   Hip-noses   1991
- Herbie Kopf   Lop-sided    1993
- Hip-noses   Gravitalità    1995
- Herbie Kopf - Elmar Frey Inviting   1998
- Hip-noses   Azul - Live at Moods  1999
- Herbie Kopf Group feat. Jack Walrath  Who Shot the Piano-Player?  2000
- Herbie's EXPLO 3000    2001
- Hip-noses  Lucky Numbers   2002
- Herbie's EXPLO 3000  Time Zones   2003
- U.F.O. - Herbie Kopf Nonet   2005
- Herbie's EXPLO 3000  Bliss  2008
- U.F.O. - Herbie Kopf Nonet  Flux  2008
- Herbie Kopf  Up & Down - 30 Years Live on Stage  2010
- Herbie's EXPLO 3000  Fairytale  2014